# Oscar Ngoy wa Mpanga
Oscar Ngoy wa Mpanga, C.S.Sp. (Kyolo, 5 december 1964) is een Congolees rooms-katholiek geestelijke en bisschop.
Hij trad binnen in de Congregatie van de Heilige Geest en werd in 1992 tot priester gewijd. Hij werd op 9 maart 2007 benoemd tot bisschop van Kongolo als opvolger van Jérôme Nday Kanyangu Lukundwe die op pensioen ging.